# Eugène Cosserat
Eugène Maurice Pierre Cosserat (* 4. März 1866 in Amiens; † 31. Mai 1931 in Toulouse) war ein französischer Mathematiker und Astronom.

## Leben
Cosserat war der jüngere Bruder von François Cosserat und hatte einen weiteren Bruder Lucien Constant Cosserat. Er ging in Amiens zur Schule und studierte ab 1883 an der École normale supérieure. Zu seinen Lehrern gehörten Paul Appell, Gaston Darboux, Émile Picard und Gabriel Koenigs und zu seinen Kommilitonen Jacques Hadamard und Paul Painlevé. Nach dem Abschluss 1886 war er Assistent am Observatorium von Toulouse und wurde 1889 an der Sorbonne bei Darboux in Mathematik promoviert. In seiner Dissertation erweiterte er das Prinzip der Raumerzeugung nach Julius Plücker durch infinitesimale Geraden auf infinitesimale Kreise. Er lehrte Mathematik an der Faculté des Sciences in Toulouse, an der er 1896 als Nachfolger von Thomas Stieltjes Professor wurde. 1908 erhielt er den Lehrstuhl für Astronomie in Toulouse und wurde Direktor des Observatoriums als Nachfolger von Benjamin Baillaud, der Direktor des Pariser Observatoriums wurde.
1911 wurde er korrespondierendes und 1919 volles Mitglied der Académie des sciences. Außerdem war er Mitglied des Bureau de Longitude. 1889 erhielt er den Poncelet-Preis.
Als Astronom beobachtete er Doppelsterne, Kleinplaneten und Kometen, die Monde von Jupiter und Saturn und Eigenbewegung von Sternen.
Bekannt ist er vor allem für seine Arbeiten in der Elastizitätstheorie, teilweise in Zusammenarbeit mit seinem Bruder Francois. Das Cosserat-Kontinuum ist nach ihnen benannt. Nach dem Tod seines Bruders 1914 gab er die Beschäftigung mit Mechanik auf. Ihre Arbeiten wurden erst Jahrzehnte nach ihrem Tod ihrer Bedeutung entsprechend gewürdigt, zu Lebzeiten nur von Wenigen, darunter aber Henri Poincaré, Émile Picard und Élie Cartan. In Deutschland wurden sie früh von Karl Heun rezipiert.
Er war Mitherausgeber der Annales de la Faculté des Sciences de Toulouse. Dabei übersetzte er auch Werke aus dem Englischen und Russischen für seine Zeitschrift. Er war Mitarbeiter der französischen Ausgabe der Enzyklopädie der mathematischen Wissenschaften, wofür er Artikel aus dem Deutschen übersetzte und bearbeitete.

## Schriften
- mit F. Cosserat: Théorie de l'élasticité 1896
- mit F. Cosserat: Théorie des corps déformables, Paris: Hermann 1909